# Phoebe zhennan
Phoebe zhennan es una especie de gran árbol que alcanza 30 m de altura, en la familia Lauraceae. Zhennan fue originalmente una palabra china que se relaciona con su nombre chino 楠 (Nan). Es un endemismo de China donde se encuentra en las provincias de Guizhou, Hubei y Sichuan. Está amenazada por la pérdida de su hábitat. La especie se encuentra bajo protección nacional de segunda clase en China. Eran extremadamente valiosas, y sólo las familias reales podían permitirse el lujo de usarlos. Especialmente cuando se semifosilizaban y se convertían en 乌木 (Wu Mu, "madera negra"), donde el precio de mercado, de 2012, podría ser de hasta más de $ 10.000 por m³.